# Ina Blümel

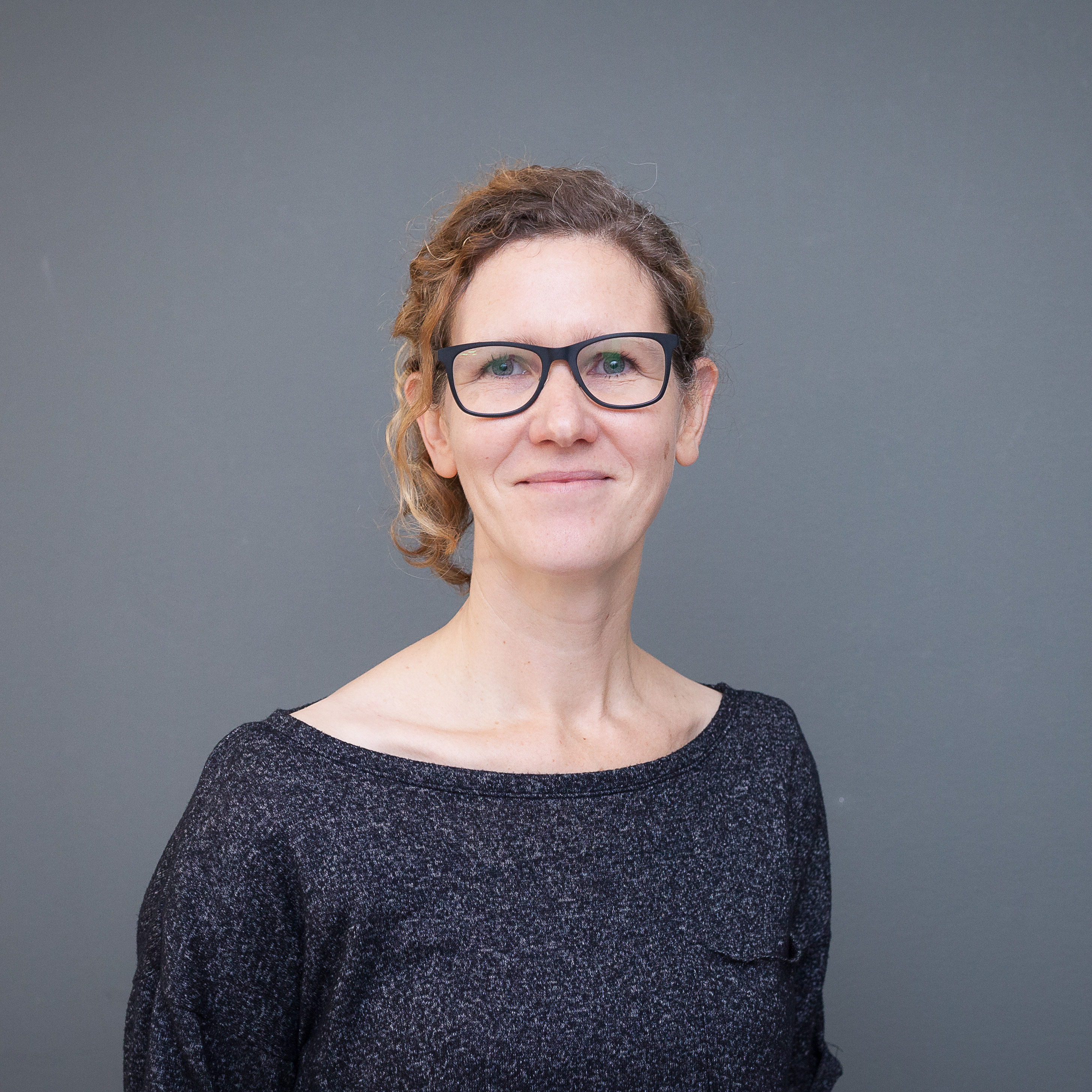
Ina Blümel, 2017

Ina Blümel ist eine deutsche Bibliotheks- und Informationswissenschaftlerin sowie Architektin.
Ina Blümel studierte Architektur in Braunschweig, Mailand und Helsinki. Ein Schwerpunkt des Studiums lag auf dem Gebiet digitaler Planungswerkzeuge. Schnell wurde ihr klar, dass ihre Interessensgebiete nicht in der klassischen Architektur, sondern bei Fragen der Digitalisierung liegen. Sie begann eine Tätigkeit beim Büro Digitales Bauen in Karlsruhe, wo sie in einem Team von Architekten, Ingenieuren und Informatikern an neuen, digitalen Methoden in der Architektur arbeitete. Ziel war der mittlerweile weitestgehend vollzogene Schritt weg von der klassischen 2D-Planung auf Papier hin zur 3D-Planung am Computer.
2006 wechselte Blümel zunächst für das bis 2011 laufende DFG-geförderte Projekt PROBADO (prototypischer Betrieb allgemeiner Dokumente) an die TIB – Leibniz-Informationszentrum Technik und Naturwissenschaften in Hannover. Ziel war hier die Entwicklung und Umsetzung von Verfahren für die automatische Erschließung, Recherche und Bereitstellung multimedialer Medientypen. 2011 folgte das EU-Projekt Linked Heritage, anschließend bis 2012 das Projekt AV-Portal für wissenschaftliche AV-Medien und ebenfalls 2012 das Projekt Durable Architectural Knowledge (DuraArK), ein EU-Projekt zur Langzeitarchivierung von 3D-Modellen. 2013 erfolgte die Promotion bei Stefan Gradmann an der Humboldt-Universität zu Berlin für Bibliotheks- und Informationswissenschaften mit einer Arbeit zum Thema Metadatenbasierte Kontextualisierung architektonischer 3D-Modelle. Ab 2014 wirkt sie beim Auf- und Ausbau des Kompetenzzentrums nicht-textuelle Materialien und des Open Science Labs an der TIB mit. Am Open Science Lab hat sie die stellvertretende Teamleitung inne.
Seit 2014 lehrt Blümel auch im Studiengang Informationsmanagement der Hochschule Hannover. Hier war sie zudem drei Jahre lang als Verwaltungsprofessorin International Coordinator der Abteilung Information und Kommunikation. 2016 initiierte sie hier ein Projekt zum Ausbau englischsprachiger Lehrveranstaltungen zur Integration Geflüchteter. Sie ist Mitbegründerin des Forschungsclusters Smart Data Analytics und arbeitet zudem im fakultätsübergreifenden Projektlenkungsausschuss Digitale Infrastruktur für die Forschung mit. Hier war sie unter anderem an der Ausarbeitung der Open Access Policy der Hochschule beteiligt. Seit 2016 ist Blümel Co-Leiterin des DFG-geförderten Projektes Entwicklung eines Verfahrens zur automatischen Sammlung, Erschließung und Bereitstellung multimedialer Open-Access-Objekte mittels der Infrastruktur von Wikimedia Commons und Wikidata. Zum 1. Juli 2019 wurde sie zur Professorin an der Fakultät III – Medien, Information und Design der Hochschule Hannover ernannt.
Blümel ist Mitglied der Arbeitsgruppe Digitale 3D Rekonstruktionen, dem internationalen Forschungsverbund Network on Libraries in Urban Space, der Föderation deutscher Architektursammlungen, der IFLA Linked Data Special Interest Group, dem DFG Netzwerk Digitale 3D-Rekonstruktionen als Werkzeuge der architekturgeschichtlichen Forschung sowie des Europeana Members Council, der Europeana Tech Steering Group und der 3D Taskforce von Europeana. Sie fungiert für das Fellowprogramm Freies Wissen von Wikimedia Deutschland und dem Stifterverband für die Deutsche Wissenschaft seit 2016 als Mentorin. Gemeinsam mit Christian Wartena gibt sie die Reihe Digitale Bibliothek – Offene Wissenschaft – informationswissenschaftliche Schriftenreihe heraus. Zudem tritt sie für eine neuartige, nachhaltigere Wissenschaftsförderung ein.

## Schriften und Herausgeberschaft (Auswahl)
- Metadatenbasierte Kontextualisierung architektonischer 3D-Modelle. Humboldt-Universität zu Berlin, Berlin 2013 [Dissertation] Digitalisat.
- Herausgeberin mit Lambert Heller, Martin Mehlberg, Janna Neumann, Marco Tullney: Handbuch CoScience/Vision 1.0. Gemeinsam forschen und publizieren mit dem Netz. Hannover 2014 doi:10.2314/coscv1.
- mit Paul Duchesne, Lozana Rossenova: Wikidata and Wikibase as complementary research data management services for cultural heritage data. Wikidata 2022: Wikidata Workshop 2022. In: Proceedings of the 3rd Wikidata Workshop 2022 co-located with the 21st International Semantic Web Conference (ISWC2022). Digitalisat.
- mit Gabriele Fahrenkrog, Lambert Heller: Hackathons and other participatory open science formats. 2023 doi:10.3897/rio.9.e94851.

## Einzelbelege
1. ↑  heise online: "Wir brauchen Mut zu unfertigen Projekten". Abgerufen am 28. Juni 2020.
2. ↑  Dr. Ina Blümel zur Professorin ernannt – Hochschule Hannover. Abgerufen am 28. Juni 2020.
3. ↑  Laborjournal: Laborjournal online: Disruption der Forschungsförderung - Lambert Heller und Ina Rümpel. Abgerufen am 28. Juni 2020.

| Personendaten    | Personendaten                          |
| ---------------- | -------------------------------------- |
| NAME             | Blümel, Ina                            |
| KURZBESCHREIBUNG | deutsche Informationswissenschaftlerin |
| GEBURTSDATUM     | 20. Jahrhundert                        |